# Frisco (glace)
Pour les articles homonymes, voir Frisco.

Affiche d'Emil Cardinaux pour la Conservenfabrik Rorschach (1919)

Frisco est une marque de crème glacée de l'entreprise alimentaire suisse Nestlé. Jusqu'à la reprise par Nestlé, Frisco Kühlobst & Gemüse AG et plus tard Frisco-Findus AG étaient l'un des plus importants fabricants de produits surgelés en Suisse. La société était basée à Rorschach.

## Histoire

### De la conserverie à Frisco Findus AG
En 1886, l'usine Bernhard & Co Canning est fondée à Rorschach. L'ancien employé Etienne Perret a repris les installations de l'usine en 1916 sous le nom de "Coro" (Conservenfabrik Rorschach AG). Elle est ensuite suivie par la marque "Roco". La conservation des aliments a explosé dans les années qui ont suivi en raison de la forte demande des militaires et du besoin croissant d'un repas rapide.

### Début de la production de produits surgelés
Pendant la Seconde Guerre mondiale, il est devenu plus difficile d'obtenir les matières premières nécessaires pour les conserves. La direction de la conserverie Roco souhaite se constituer un deuxième pilier et se lance dans la production de produits surgelés.
Le 15 avril 1942, les actionnaires de Roco fondent Frisco Kühlobst & Gemüse AG. 18 types de légumes différents, onze fruits et quatre spécialités étaient proposés sous la marque « Frisco ».

### Expansion vers le leader du marché
L'activité des produits surgelés se portait bien et il ne fallut pas longtemps avant que la décision soit prise de lancer une crème glacée sous la marque Frisco. En mars 1960, la première glace disponible dans toute la Suisse est arrivée sur le marché. Dans les années qui suivirent, Frisco étendit sa gamme de glaces et inventa de nouvelles sucettes à la crème et à l'eau, dont certaines sont encore vendues aujourd'hui.

### Fusion de Frisco et Findus
La crème glacée et les produits surgelése ont explosé dans les années 1960 et 1970. La consommation de glaces et de produits surgelés a plus que triplé. Par conséquent, Roco a décidé de fusionner ses organisations de surgélation et de distribution avec celles de Nestlé (société propriétaire Findus). Le marché des surgelés et des glaces était géré par la société commune Frisco-Findus AG. Nestlé et Roco détenaient chacun 50 % de la nouvelle société anonyme impliquée.

### Rachat de Frisco-Findus AG par Nestlé et passage à la coentreprise Froneri
En 1980, Nestlé a repris la majorité des actions de Roco. Nestlé a engagé un processus de restructuration dans le cadre duquel la production et la commercialisation de produits en conserve ont été cédées et la production et la distribution de produits surgelés et de glaces ont été concentrées sur le site de Rorschach. En 1991, Nestlé a repris les actions restantes de Frisco-Findus AG. En 2016, Frisco a été transféré à la coentreprise Froneri.

## Assortiment
Frisco développe et produit des glaces. La gamme comprend des produits qui existent depuis plusieurs décennies :
- Rocket : Le produit a été lancé lors du premier alunissage en 1969 et a fêté ses 50 ans en 2019. La recette a toujours été la même. La crème glacée est blanc orangé et recouverte d'un enrobage de chocolat.
- La glace Winnetou est composée des fruits framboise, ananas et abricot.
- Extrême est la marque Frisco's Cornet. Le Cornet se décline en cinq variétés différentes.
- Pralinato a un noyau en chocolat.
- La glace Cailler se compose de chocolat Suisse Cailler et d'une glace ou sorbet. Le chocolat et la crème glacée utilisés varient selon la variété.
- Pirulo, gout tropical
- Hello Kitty

### Classiques Frisco
La gamme de produits « Frisco Classics » a été lancée en 2010 pour marquer le 50e anniversaire. Chaque année, un vote peut être effectué sur Internet pour déterminer quel vieux classique devrait être réintroduit dans la gamme sous le nom de "Retro-Glace" pendant un été.
| Année         | Produit                    | Assortiment | Source |
| ------------- | -------------------------- | ----------- | ------ |
| 2010          | Vampir                     | 1975–1980   | [ 3 ]  |
| 2011          | Pacific Sorbet Citron      | 1983–1995   | [ 4 ]  |
| 2012          | Friscolino Banane/Chocolat | 1967–2004   | [ 5 ]  |
| 2014 et suiv. | Friscolino Erdbeer/Vanille | 1967–2004   | ,      |